# Jang Ji-won
Jang Ji-won (kor. 장지원; ur. 30 sierpnia 1979) – południowokoreańska zawodniczka taekwondo, mistrzyni olimpijska z Aten (2004), mistrzyni świata i Azji.
W 2004 roku wystąpiła na igrzyskach olimpijskich w Atenach. W zawodach zwyciężyła we wszystkich pojedynkach w kategorii do 57 kg, zdobywając złoty medal i tytuł mistrzyni olimpijskiej. 
W 2001 roku zdobyła złoty medal mistrzostw świata w kategorii do 59 kg, a w 2000 roku złoty medal mistrzostw Azji w tej samej kategorii wagowej.